# Reise, Reise
Reise, Reise és el quart àlbum d'estudi de la banda alemanya d'industrial metal Rammstein, llançat el 27 de setembre de 2004 en Alemanya i poc després a la resta d'Europa. S'inicià sa venda al mercat americà el 16 de novembre del mateix any. Al nou àlbum Völkerball (edició limitada), apareix un documental sobre la gravació d'aquest àlbum, dirigit per Paul Landers.

## Portada de l'àlbum
La portada del disc mostra la caixa negra d'un avió després d'un accident. També a la portada es pot llegir en alemany Flügrekorder/Nicht öffnen que vol dir Gravadora de vol/No obrir.
L'art del disc fa referència a la cançó Dalai Lama, la qual detalla l'accident d'un avió.
A la part interna del digipack hi ha una fotografia amb els sis membres de la banda en un camp obscur i amb vestimenta d'empleats, guants a les mans, porta folis i un detector de metalls. Caminen en actitud de buscar quelcom, la caixa negra d'un avió accidentat, per exemple.

## Llista de cançons
| No. | Títol                | duració | traducció                  |
| --- | -------------------- | ------- | -------------------------- |
| 1   | Reise, Reise (cançó) | 4:11    | Viatge, viatge             |
| 2   | Mein Teil            | 4:32    | Ma part                    |
| 3   | Dalai Lama           | 5:38    | Dalai Lama                 |
| 4   | Keine Lust           | 3:42    | Sense ganes                |
| 5   | Los                  | 4:25    | Lliures / som-hi /sense "" |
| 6   | Amerika              | 3:46    | Amèrica                    |
| 7   | Moskau               | 4:16    | Moscú                      |
| 8   | Morgenstern          | 3:59    | Estel matiner              |
| 9   | Stein um Stein       | 3:56    | Pedra sobre pedra          |
| 10  | Ohne dich            | 4:32    | Sense tu                   |
| 11  | Amour                | 4:50    | Amor                       |

## Curiositats
- Durant la gira "Reise, Reise" (2005), el cantant de Rammstein, Till Lindemann, solia canviar la letra de les cançons. En comptes de dir "Auch auf den Wellen wird gefochten" ("També sobre les onades es lluita") deia "Auch auf den Wasser wird gefochten" ("També sobre l'aigua es lluita"). A més, a l'última estrofa de Ohne dich, en comptes de dir "Ohne dich" ("sense tu") va dir "Ohne euch" ("sense vosaltres"); i a la cançó Los, en l'estrofa "Wir wären Namenlos" ("no teníem nom") va dir "Wir wären Arbeitlos" ("no teníem treball").